# Liste du patrimoine immobilier classé d'Antoing
Cette page regroupe l'ensemble du patrimoine immobilier classé de la ville belge d'Antoing.
| Objet | Année de construction / Architecte | Adresse | Section communale | Coordonnées                      | Numéro d’inventaire | Illustration                                                                                             |
| --- | ---------------------------------- | ------- | ----------------- | -------------------------------- | ------------------- | --- |
| Château d'Antoing avec les ajoutes du XIXe siècle, l'enceinte avec ses tours du XIIe siècle et la grande entrée dite Bolewerk, Place Bara (M) et l'ensemble formé par ce château, le parc entouré par l'enceinte et les murs y compris les communs, les parcs et le bois reliant ce parc au site de Crèvecœur (S) |                                    |         |                   | 50° 33′ 57″ nord, 3° 26′ 49″ est | 57003-CLT-0001-01   | Château d'Antoing                                                                                        |
| Tombeau romain au lieu-dit Billemont |                                    |         |                   | 50° 34′ 16″ nord, 3° 27′ 42″ est | 57003-CLT-0002-01   | Tombeau romain au lieu-dit Billemont                                                                     |
| Tombeau romain au lieu-dit Guéronde |                                    |         |                   | 50° 34′ 22″ nord, 3° 27′ 20″ est | 57003-CLT-0003-01   | Image manquanteTéléverser                                                                                |
| Partie du parc d'Antoing qui entoure l'ancienne carrière dite de Crèvecoeur |                                    |         |                   | 50° 33′ 24″ nord, 3° 26′ 15″ est | 57003-CLT-0005-01   | Image manquanteTéléverser                                                                                |
| Hôtel de Ville : bâtiment principal (façade avant, deux pignons, deux versants de toiture), place Bara |                                    |         |                   | 50° 33′ 56″ nord, 3° 26′ 56″ est | 57003-CLT-0008-01   | Hôtel de Ville : bâtiment principal (façade avant, deux pignons, deux versants de toiture), place Bara   |
| Château de Lannoy, improprement dénommé Château de Bruyelle, à Bruyelle (ANTOING) et Hollain (BRUNEHAUT) |                                    |         |                   | 50° 33′ 06″ nord, 3° 25′ 21″ est | 57003-CLT-0009-01   | Château de Lannoy, improprement dénommé Château de Bruyelle, à Bruyelle (ANTOING) et Hollain (BRUNEHAUT) |